# Непарламентські вислови
Непарламентські вирази (англ. unparliamentary language) — у Вестмінстерській системі слова або словосполучення, які вважаються неприпустимими для використання в парламенті під час засідання. Насамперед, заборонено зачіпати честь і гідність іншого депутата, зокрема, заборонено говорити, що інший депутат бреше. Оскільки депутати користуються депутатською недоторканністю, публічні образи можуть сприйматися як зловживання нею.
У Канаді до непарламентських висловів віднесені в різні роки слова «злий геній» (evil genius), «расист» (racist), «народжений помилково» (coming into the world by accident) і багато інших. 
В Ірландії є особливий список непарламентських висловів у складі регламенту Salient Rulings of the Chair, сюди входять, зокрема, слова «боягуз», «комуніст», «лицемір», «щур», «йеху» і будь-які натяки на те, що опонент бреше або п'яний. Під час скандалу в грудні 2009 року, коли депутат нижньої палати ірландського парламенту (Дойл Ерен) Пол Гогарті, заздалегідь вибачившись за «найбільш непарламентські вирази», два рази крикнув депутату Стеггу «fuck you!» з'ясувалося, що подібна обсценні лексика насправді не має офіційного «непарламентського» статусу.
Є ретельно вироблені евфемізми, що дозволяють обійти обмеження на непарламентські вирази, наприклад, «термінологічна неточність» (брехня), «економно ставитися до істини» (умовчання), «втомився і схвильований» (п'яний). У 1983 році непарламентським виразом у Великій Британії було визнано слово «недієздатний» (натяк на те, що опонент був п'яний).